# Natalia Rybicka

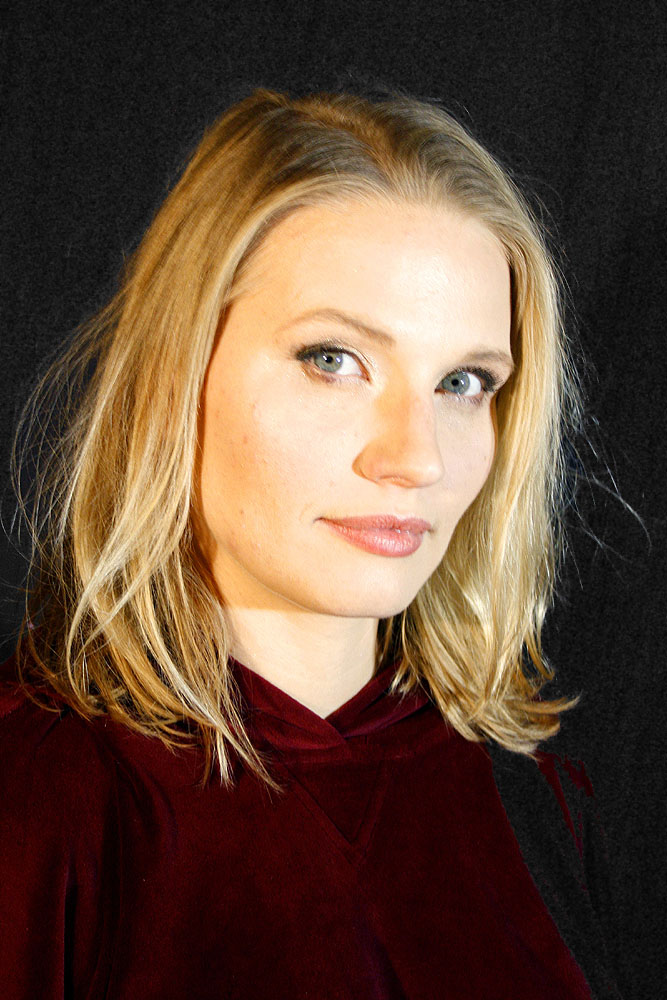
Natalia Rybicka im Jahr 2021

Natalia Rybicka (* 1. Oktober 1986 in Warschau, Polen) ist eine polnische Schauspielerin.

## Leben
Natalia Rybicka wurde 1986 in der polnischen Hauptstadt Warschau geboren. Sie studierte am Fachbereich Schauspiel an der Aleksander-Zelwerowicz-Theaterakademie Warschau, an der sie 2010 ihren Abschluss machte. In den Jahren 2011 bis 2012 spielte sie zunächst am Zeitgenössischen Theater in Warschau, ab 2012 gehörte sie dann im Ensemble des Studio-Theaters.
Mit 16 Jahren erhielt Rybicka eine Rolle in Ryszard Brylskis Film Żurek, wofür sie mit der Silbernen Leliwita-Statuette auf dem Tarnów-Festival ausgezeichnet wurde und eine Nominierung als Beste Nebendarstellerin beim Polnischen Filmpreis erhielt. Sie spielte unter anderem in den Filmen Kto nigdy nie żył, Wszystko będzie dobrze oder Idealny facet dla mojej dziewczyny. Daneben spielte sie auch in mehreren populären Fernsehserien mit. Ihr Schaffen umfasst 40 Produktionen für Film und Fernsehen.
Rybicka betrieb früher modernen, klassischen und Disco-Tanz und wurde zwei Mal polnische Meisterin im Disco-Dance-Freestyle.

## Filmografie
- 2003: Zurek
- 2006: Kto nigdy nie żył
- 2007: Odwróceni
- 2008–2009: Londyńczycy
- 2009: Pora mroku
- 2010: Ratownicy
- 2015: Strazacy
- 2016–2019: Blondynka